# Mayerbukta
Mayerbukta is een baai van het eiland Spitsbergen, dat deel uitmaakt van de Noorse eilandengroep Spitsbergen.

## Geografie
De baai is oost-west georiënteerd met een lengte van ongeveer drie kilometer en een breedte van 1500 meter. Ze mondt in het westen uit in het Möllerfjorden waarvan ze een van de takken is.
In het oostelijk uiteinde komt de gletsjer Mayerbreen uit op de baai.
De baai ligt in het westen van Haakon VII Land.